# Familientherapie
Familientherapie ist ein psychologisches Verfahren, bei dem die Familie als soziales System im Zentrum der psychologischen Intervention steht. Hat die Familientherapie heilkundliche Zwecke, so ist sie eine Form der Gruppenpsychotherapie. Nichtheilkundliche Familientherapie wird auch Familienberatung genannt.
In der heilkundlichen Familientherapie werden Veränderungen der Beziehungen zwischen den Familienmitgliedern angestrebt. Dabei wird der Fokus auf die Qualität der Kommunikation zwischen ihnen und die Entwicklung von Verständnis und Empathie füreinander gelegt, die einen wesentlichen Faktor für das Funktionieren des familiären Systems (Triade) und das Wohlergehen jedes einzelnen Familienmitglieds ausmachen. Die unterschiedlichen Schulen der Familientherapie teilen die Grundannahme, dass auch bei der Behandlung psychischer Störungen die Einbeziehung der Familie in den Therapieprozess die Effektivität der Therapie steigert. Auch in der Palliativmedizin, die ebenfalls sowohl den Patienten als auch sein soziales Umfeld behandelt, können familientherapeutische Interventionen erforderlich sein und im Rahmen eines bewältigungsorientierten Ansatzes stattfinden, vor allem bei Überforderung der Familie (mit Zusammenbruch der Kommunikation, emotionalen Hemmungen, Rollenkonflikten und psychiatrischen Morbiditäten).
Rein beratende Ansätze legen den Schwerpunkt zumeist auf die Aktivierung und Stärkung der Ressourcen der Familie, die zur selbständigen Lösung der familiären Probleme verfügbar sind. Die Berater geben Hinweise und Anregungen und versuchen gemeinsam mit der Familie Lösungswege und Handlungsmöglichkeiten zu erarbeiten.
Anbieter von Familientherapie sind Psychotherapeuten, Psychologen sowie Fachkräfte aus anderen sozialwissenschaftlichen Disziplinen. Familienberatung wird auch von institutionellen Trägern angeboten. Aufgrund des Kinder- und Jugendhilfegesetzes sind in Deutschland „Erziehungsberatungsstellen“ eingerichtet worden. „Ehe-, Familien- und Lebensberatungsstellen“ bieten ebenfalls Familienberatung an. In Österreich und der Schweiz ist die familientherapeutische Versorgungssituation trotz anderer gesetzlicher Grundlagen ähnlich.

## Familientherapeutische Richtungen
Seit den 1970er und 1980er Jahren gewannen Perspektiven der Kybernetik und der Systemtheorie einen starken Einfluss auf alle Richtungen der Familientherapie. Die Familie wird auch als ein System verstanden, in dem die Wechselwirkungen zwischen den Mitgliedern der Familie von besonderer Bedeutung sind. Diese Sichtweise beruht auf einem anderen Paradigma als die Tiefenpsychologie.

### Psychoanalytisch
Davon ausgehend, dass psychische Erkrankungen durch familiäre Beziehungsstrukturen, auch zurückreichend in frühere Generationen, bedingt sind, werden in der psychoanalytisch orientierten Familientherapie sowohl die Interaktionen zwischen den Familienmitgliedern als auch die intrapsychischen Abwehrstrukturen der einzelnen Familienmitglieder analysiert. Wie in der tiefenpsychologisch fundierten Psychotherapie sollen unbewusste dysfunktionale psychische Prozesse aufgedeckt werden. Als herausragende Vertreter dieser Richtung gelten Nathan Ackerman, Iván Böszörményi-Nagy, und im deutschsprachigen Raum Horst-Eberhard Richter, Helm Stierlin, und Jürg Willi.

### Humanistisch
Einige Schulen der Familientherapie sind durch Elemente der humanistischen Psychologie geprägt. In diesen Schulen steht im Gegensatz zur psychoanalytisch orientierten Familientherapie das Erleben im Hier-und-jetzt ganz im Vordergrund. Viele Methoden der Familientherapie wurden in dieser Tradition entwickelt. Dazu zählen die Familienrekonstruktion, die Arbeit mit Metaphern, Meditation, Tranceinduktion und die Familienskulpturen. Auch die Idee der Zirkularität und die zirkulären Fragen, die paradoxen Verschreibungen und Familienrituale wurden hier entwickelt. Als Hauptvertreterin und Begründerin dieser Richtung gilt Virginia Satir. Sie arbeitete in der Palo-Alto-Gruppe u. a. zusammen mit Jay Haley, Don D. Jackson, Paul Watzlawick und John Weakland.
So entwickelte sich im deutschen Sprachraum, angelehnt an den personzentrierten Ansatz von Carl Rogers (Gesprächspsychotherapie), die personzentrierte Familientherapie und -beratung (Hollick, Lieb, Renger, Ziebertz 2018). In Anlehnung an US-amerikanische personzentrierte Familientherapeuten (Gaylin, O’Leary) oder humanistische Familientherapeuten (V. Satir) geht die personzentrierte Familientherapie davon aus, dass die therapeutische Haltung jedem einzelnen Mitglied der Familie Raum bietet, sich gegenüber den anderen Familienmitgliedern zu öffnen und sich mit den individuellen Inkongruenzen zu zeigen, getragen von bedingungsfreier Wertschätzung, empathischem Verstehen und Kongruenz. Dem Ansatz liegt die Annahme einer (Familien-)Aktualisierungstendenz zugrunde, wonach jede Familie sich selbst weiterentwickelt und die gegebenen internen wie externen Anforderungen bewältigen will.
Im theoretischen Ansatz ist die personzentrierte Familientherapie mit der personzentrierten Systemtheorie (Kriz) eng verbunden und erweitert ihr Konzept zudem vor dem Hintergrund von Bindungstheorie und dem Mentalisierungskonzept von Fonagy.

### Systemisch
Viele der heute gelehrten systemischen Familientherapiemethoden gründen auf psychoanalytischen und humanistischen Ansätzen. Die systemische Familientherapie oder Systemische Therapie wird auch in außerfamiliären Bereichen, wie in der Gruppentherapie, Teamentwicklung und Organisationsberatung angewendet. Viele der im Rahmen der systemischen Therapie entwickelten Methoden wurden auch für ihre Anwendbarkeit in der Einzeltherapie und im Coaching modifiziert. Auch Familienklassen folgen diesem Ansatz.
Strukturelle Familientherapie
In der strukturellen Familientherapie, wie sie von Salvador Minuchin entwickelt wurde, wird besonderes Gewicht auf Strukturen (Generationen, also z. B. Eltern und Kinder) und Grenzen (z. B. zwischen den Generationen) gelegt. Ziel sind klare Strukturen und Grenzen.
Mailänder Modell
Das Mailänder Modell der Gruppe um die Kinderanalytikerin Mara Selvini Palazzoli entwickelte spezielle familientherapeutische Settings, um die Interaktionsmuster der Familie gezielt zu verändern. Das Mailänder Modell hat heute noch großen Einfluss auf die familientherapeutische Arbeit.
Strategischer Ansatz
Der strategische Ansatz der Familientherapie wurde von dem Anthropologen Gregory Bateson im Mental Research Institute (MRI) in Palo-Alto initiiert. Hier wurde vor allem die Idee entwickelt, dysfunktionale Problemlösungsstrategien zu unterbrechen und aktiv alternative Handlungsstrategien zu erproben. Das Modell problemorientiert-strategischer Kurztherapie hat hier seinen Ursprung.
Konstruktivistischer Ansatz
Die neueste Entwicklung in der systemischen Familientherapie wurde durch Ernst von Glasersfelds Philosophie des radikalen Konstruktivismus stark beeinflusst. Aus dem konstruktivistischen Ansatz entwickelten Steve de Shazer und Insoo Kim Berg die lösungsorientierte Kurztherapie. Auch der narrative Ansatz von Harry Goolishian begründet sich im Konstruktivismus und betont die Bedeutung der Sprache bei der Konstruktion einer erlebten Wirklichkeit.

### Kommunikationspsychologisch
Meist die Familientherapie begleitend, bisweilen aber auch zentral, sind kommunikationspsychologische Methoden und Trainings. Insbesondere die gewaltfreie Kommunikation nach Rosenberg kommt dabei zum Einsatz. Ebenso spielen mäeutische Konzepte sowie Theorien von Deeskalation und Konfliktmanagement eine Rolle.